# Rira bien
Pour plus de détails, voir Fiche technique et Distribution.
Rira bien (He Laughed Last) est un film américain de Blake Edwards, sorti en 1956.

## Synopsis
Une show girl se retrouve embarqué dans une histoire invraisemblable où elle va devoir jouer le rôle d'un chef de la mafia...

## Fiche technique
- Titre original : He Laughed Last
- Titre français : Rira bien
- Réalisation : Blake Edwards
- Scénario : Blake Edwards et Richard Quine
- Photographie : Henry Freulich
- Musique : Arthur Morton
- Genre : Comédie dramatique
- Pays d'origine : États-Unis
- Date de sortie : 1956

## Distribution
- Frankie Laine : Gino Lupo
- Lucy Marlow : Rosemary 'Rosie' Lebeau
- Anthony Dexter : Dominic Rodríguez
- Richard Long : Jimmy Murphy
- Alan Reed : Big Dan Hennessy
- Jesse White : Max Lassiter
- Florenz Ames : George Eagle